# Нова-Русас
Нова-Русас (порт. Nova Russas) — город и муниципалитет в Бразилии, входит в штат Сеара. Составная часть мезорегиона Сертойнс-Сеаренсис. Входит в экономико-статистический микрорегион Сертан-ди-Кратеус. Население составляет 32 121 человек на 2006 год. Занимает площадь 736,911 км². Плотность населения — 36,4 чел./км².

## История
Город основан в 1922 году.

## Статистика
- Валовой внутренний продукт на 2003 составляет 66.936.747,00 реалов (данные: Бразильский институт географии и статистики).
- Валовой внутренний продукт на душу населения на 2003 составляет 1.936,55 реалов (данные: Бразильский институт географии и статистики).
- Индекс развития человеческого потенциала на 2000 составляет 0,681 (данные: Программа развития ООН).